# Днес ще се променя
„Днес ще се променя“ (на испански: Hoy voy a cambiar) е мексикански биографичен минисериал от 2017 г., режисиран от Фернандо Нориега и Карлос Гонсалес Сариняна, и продуциран от Рубен Галиндо и Сантяго Галиндо за Телевиса. Сериалът се базира на живота на мексиканската певица и актриса Лупита Д'Алесио.
Ролята на Лупита Д'Алесио е изпълнена от Габриела Роел, в зрелия етап от живота, и Мариана Торес, в младостта. Участват също Фердинандо Валенсия и Ари Телч.

## Сюжет
Тъй като поредицата се базира на живота на Д'Алесио, в епизодите са представени и други публични личности, телевизионни предавания и певци, като например музикантът и певец Хосе Хосе в годините, когато става популярен, продуцентът и телевизионен водещ Раул Веласко, в първите години на предаването Siempre en Domingo („Винаги в неделя“), комедианът и телевизионен водещ Адал Рамон и други. Друга продукция, включена в поредицата, е La Oreja, която показа скарването между Ернесто Д'Алесио и баща му Хосе Варгас преди повече от десет години.

## Актьори
- Габриела Роел – Лупита Д'Алесио (възрастна)
- Мариана Торес – Лупита Д'Алесио (млада)
- Джована Фуентес – Лупита Д'Алесио (тийнейджърка)
- Фердинандо Валенсия – Хорхе Варгас
- Ари Телч – Сесар Гомес
- Кристиан Рамос – Ектор Фрегосо (Карлос Рейносо)
- Алехандро Томаси – Ернесто Алонсо
- Исабела Камил
- Марко Уриел
- Еухенио Монтесоро – Пончо Д'Алесио
- Фабиан Мура – Кристиан Росен
- Карлос Спейцер – Фернандо Валеро
- Исадора Гонсалес – Юри
- Ана Чокети – Фани Шац
- Алекс Алкантара – Ернесто Д'Алесио
- Джошуа Гутиерес – Хорхе Д'Алесио
- Пако Луна – Сесар Д'Алесио
- Раул Оливо – Сабу
- Маурисио Кастийо – Раул Веласко
- Виктория Виера – Лупита Д'Алесио (дете)
- Абраам Рамос
- Ванеса Сиангероти
- Адриана Роел

## Продукция
Снимките на сериала започват на 27 март 2017 г.

## Премиера
Премиерата на „Днес ще се променя“ е на 21 август 2017 г. по Las Estrellas. Последният 21. епизод е излъчен на 17 септември 2017 г.